# Тангарник строкатий
Танга́рник строкатий (Conothraupis speculigera) — вид горобцеподібних птахів родини саякових (Thraupidae). Мешкає в Південній Америці.

## Опис
Довжина птаха становить 16 см, вага 23—28 г. Забарвлення самців переважно синювато-чорне, надхвістя в них сіре, нижня частина грудей і живіт білі, на крилах білі «дзеркальця». Самиці мають переважно оливкове забарвлення, груди й живіт у них жовтуваті, плямисті. Дзьоб сіруватий, знизу сизий, очі червонуваті.

## Поширення і екологія
Строкаті тангарники є рідкісними птахами, що гніздяться в лісах і чагарникових заростях на південному заході Еквадору (Пічинча, Асуай, Лоха) та на північному заході Перу (від П'юри до Ла-Лібертаду) з лютого по травень. З червня по вересень частина популяції мігрує через Анди, досягаючи південно-західної Амазонії на сході Перу, на крайньому заході Бразилії (Акрі) та на крайньому північному заході Болівії, де строкаті тангарники зимують на узліссях вологих тропічних лісів та в галерейних лісах. Ця своєрідна трансандська міграція є унікальною для цього виду птахів. Строкаті тангарники зустрічаються поодинці, парами, або зграйками до 50 птахів, на висоті до 1950 м над рівнем моря. Живляться комахами й насінням. Гніздо чашоподібне, зроблене з гілочок, розміщується в чагарниках, на висоті від 50 до 150 см над землею.

## Збереження
МСОП класифікує стан збереження цього виду як близький до загрозливого. Строкатим тангарникам загрожує знищення природного середовища.